# Thorius minydemus
Espèce
Statut de conservation UICN

 EN  : En danger
Thorius minydemus est une espèce d'urodèles de la famille des Plethodontidae.

## Répartition
Cette espèce est endémique de l'État de Veracruz au Mexique. Elle se rencontre de 2 100 à 2 250 m d'altitude à La Joya.

## Publication originale
- Hanken & Wake, 1998 : Biology of tiny animals: Systematics of the minute salamanders (Thorius: Plethodontidae) from Veracruz and Puebla, Mexico, with descriptions of five new species. Copeia, vol. 1998, p. 312-345.